# Adolf Billig
Adolf Billig (ur. 17 czerwca 1900 w Kolbuszowej, zm. we wrześniu 1944 w Warszawie) – polski skrzypek, pedagog, doktor filozofii, recenzent muzyczny.

## Życiorys
Adolf Billig urodził się w rodzinie lekarza Eliasza i Anny z domu Kokesz. Ukończył studia na Wydziale Filozoficznym UJ gdzie w 1924 obronił doktorat oraz w Instytucie Muzycznym w Krakowie. Uczył się w klasie Stanisława Giebułtowskiego. Studiował na Sorbonie oraz École normale de musique w Paryżu. Od 1918 r. koncertował w Polsce i za granicą (Wiedeń, Praga, Ostrawa, Paryż).
Od 1927 r. osiadł w Krakowie. W latach 1930–1937 był profesorem gry na skrzypcach oraz dyrektorem Instytutu Muzycznego w Krakowie. Uprawiał głównie muzykę współczesną. Był członkiem Rady Naczelnej Związku Szkół Muzycznych w Polsce. Publikował prace z dziedziny pedagogiki skrzypcowej oraz artykuły z dziedziny pedagogiki. Współpracował z Gazetą Artystów, Die Musik, Musique. Pisywał również recenzje muzyczne do krajowych gazet.
Zorganizował przedszkole muzyczne i poranki muzyczne dla dzieci. Podkreślał wagę obcowania z muzyką graną na żywo.
Po wybuchu II wojny światowej znalazł się we Lwowie. Został członkiem orkiestry Filharmonii Lwowskiej. Następnie trafił do 1 Dywizji Piechoty. Zginął jako żołnierz Dywizji Kościuszkowskiej podczas przeprawy przez Wisłę na przyczółku czerniakowskim.

## Życie osobiste
Żonaty z Bertą Mandelbam. Ślub zawarto 27 lipca 1926 roku.

## Publikacje
- Spiccato, wskazówki teoretyczne i praktyczne, Kraków 1928
- Gamy i akordy przez 3 oktawy, 1929
- Ćwiczenia w 2-ch dźwiękach i akordach, 1931
- Ćwiczenia w zmianach pozycji, Instytut Muzyczny, Kraków 1938
- Dlaczego każde dziecko powinno uczyć się muzyki?, Kraków 1938